# Costa del Garraf

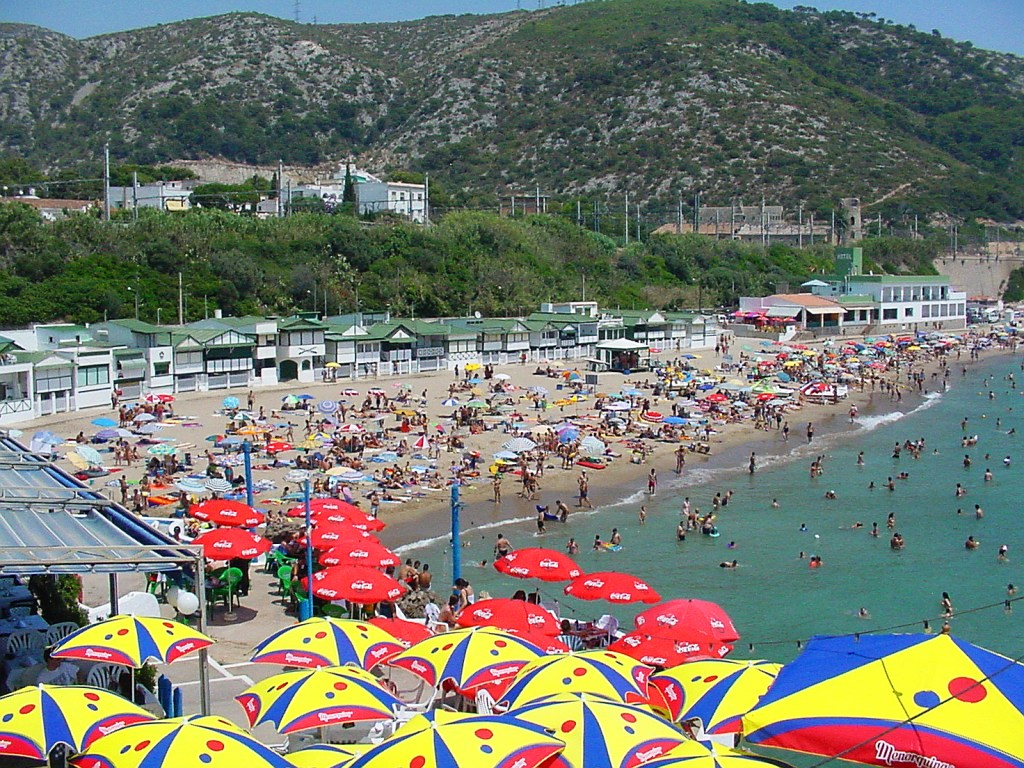
La platja del poble de Garraf, terme de Sitges, al peu mateix del Massís del Garraf

La costa del Garraf és la denominació turística de la costa catalana que correspon al litoral de les comarques del Baix Llobregat, del Garraf. Forma part de la marca Costa de Barcelona, juntament amb les comarques del Maresme, Alt Penedès, Vallès Occidental i Vallès Oriental. Limita al nord amb la marca Barcelona i al sud amb la marca Costa Daurada. Va des de la desembocadura del riu Llobregat fins a la del Foix.
La costa és presidida pel Massís del Garraf a la seva part central, que arriba arran de mar, i se suavitza cap als extrems amb platges sorrenques i molt obertes. Pel nord, arribant fins al delta del Llobregat, on hi ha les instal·lacions de l'Aeroport de Barcelona, i pel sud cap a les poblacions de Sitges, Vilanova i la Geltrú i Cubelles.
Les concorregudes platges i cales de la Costa del Garraf són només un dels arguments per visitar aquesta zona. La gran varietat de les seves terres (comarques del Garraf, el Baix Llobregat) permet gaudir d'espais naturals com el parc del Garraf, viles de gran tradició turística com Sitges o Vilanova i la Geltrú, un ventall de patrimoni de totes èpoques (gòtic, industrial, modernista) o tastar les especialitats més selectes dels vins i caves del Penedès.

## Litoral
Des d'inicis de segle xx, visitants d'arreu del món són atrets per les platges de fina sorra daurada i aigües tranquil·les del Garraf. La més oriental, a la comarca del Baix Llobregat, és al sorral de Castelldefels, entre els espais protegits del Delta del Llobregat i el massís del Garraf.
En pren el relleu la platja de les Botigues, situada just a l'inici de la línia de penya-segats del massís. És territori de cales al peu de les roques. Sitges ofereix el seu perfil més conegut des de les platges urbanes, com les d'Aiguadolç, Sant Sebastià, la Fragata, l'Estanyol o Terramar. Sitges s'ha erigit també com un destí de turisme gai d'arreu d'Europa, amb multitud de bars, clubs, restaurants i discoteques freqüentades per aquest col·lectiu.
Vilanova i la Geltrú i Cubelles també gaudeixen d'excel·lents platges urbanes dotades de tots els serveis. A banda i banda de Cubelles, a més, es conserven línies de litoral pràcticament verges amb zones d'aiguamolls de gran biodiversitat.
La zona compta amb una nombrosa proposta d'activitats nàutiques (cursos de vela, surf, caiac, etc.) gràcies al Canal Olímpic i el club nàutic de Castelldefels o l'estació nàutica de Vilanova i la Geltrú. Els ports esportius de Garraf, Aiguadolç i Port Ginesta a Sitges completen l'oferta lúdica del litoral.

## Natura
L'espai d'interès natural del Parc del Garraf té més de 12 mil hectàrees de paisatges àrids i rocallosos. L'erosió de l'aigua i el vent sobre els materials calcaris que el conformen ha creat un sorprenent sistema de coves. Les dures condicions de sol i sequera han determinat la flora i la fauna del parc, com l'àliga perdiguera o la tortuga mediterrània.
El Parc d'Olèrdola, conté un paisatge molt semblant al del massís i hi destaca el conjunt monumental d'Olèrdola, des d'on s'observa la costa i les planes del Penedès i l'Anoia. El Parc del Foix és punt de reunió d'aus i exemple de zona humida en una zona fonamentalment seca.
La Reserva Natural del Delta del Llobregat preserva algunes zones dels antics aiguamolls. La pressió humana ha restringit la presència d'àrees humides a algunes llacunes prop del mar, com la del Remolar-Filipines i el seu punt d'observació d'aus.

## Història i patrimoni
La comarca del Garraf presumeix de dues viles de gran interès turístic. Sitges és destí de turisme cultural i cosmopolita des que Santiago Rusiñol la va triar com a punt de trobada d'artistes modernistes i hi va construir la seva casa-taller, el Cau Ferrat. Construccions d'interès són el conjunt Maricel, els jardins de Terramar, el baluard Vidal i Quadras o l'església de Sant Bartomeu i Santa Tecla, símbol de la ciutat.
Mar i cultura també són els atractius principals de Vilanova i la Geltrú. Posseeix un dels principals ports pesquers catalans, un far que acull el Museu del Mar i un passeig marítim farcit d'ofertes d'oci i excel·lent arquitectura.
El Baix Llobregat conserva restes d'antics assentaments, com les Mines Prehistòriques de Gavà o les termes romanes de Sant Boi. L'original Cripta d'Antoni Gaudí a la Colònia Güell (Santa Coloma de Cervelló) és la construcció modernista més rellevant. Sobresurt també el patrimoni industrial de la comarca, amb exemples com la fàbrica de ceràmica Pujol i Bausis d'Esplugues o el Museu Agbar de l'Aigua a Cornellà de Llobregat.

## Cultura
Cada tardor se celebra a Sitges el Festival Internacional de Cinema de Catalunya, la principal mostra de cinema del país.
Els castells estan molt arrelats a la cultura tradicional de l'Alt Penedès. Practicats des del segle xviii al Penedès i el Camp de Tarragona, la construcció de castells humans s'ha difós a tot Catalunya al llarg de segle xx. La diada de Sant Fèlix a Vilafranca, cada 30 d'agost, és considerada la festivitat castellera més important de la temporada.

## Gastronomia
Els famosos vins i caves amb denominació d'origen elaborats al Penedès són el producte estrella de la demarcació, distribuïts i apreciats arreu del món. La seva importància s'estén més enllà de la taula, ja que les rutes per descobrir les caves, les vinyes i en general tot allò relacionat amb la cultura del vi han donat lloc a l'anomenat enoturisme.
Les captures dels pescadors de Vilanova són la base de receptes com la sarsuela de peix, la sípia a la bruta, els ranxos mariners o la cassola d'arròs a la sitgetana. La combinació amb els productes de l'horta dona lloc a la recepta més celebrada del Garraf, el xató.

## Platges amb bandera blava

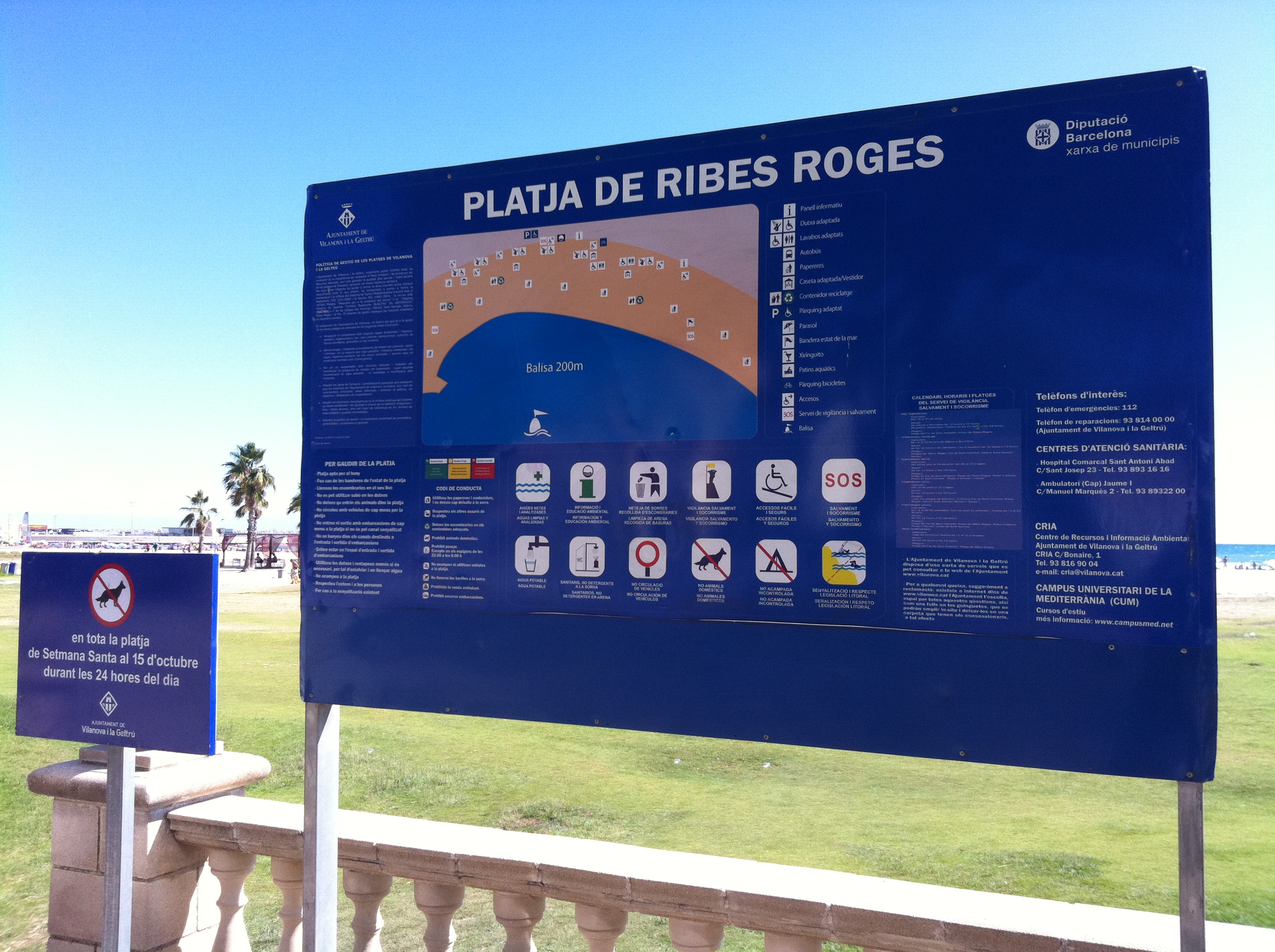
Platja de Ribes Roges a Vilanova i la Geltrú.

Les següents platges i ports de la costa del Garraf van obtenir la categoria de Bandera Blava l'any 2012, de nord a sud:
- Platja del Prat (El Prat de Llobregat)
- Gavà Mar (Gavà)
- Platja de Castelldefels (Castelldefels)
- Platja de Ribes-Roges (Vilanova i la Geltrú)
- Platja d'Adarró (Vilanova i la Geltrú)
- Platja de Sant Gervasi (Vilanova i la Geltrú)
- Platja Llarga (Cubelles)